# Vest-Agder megye

Vest-Agder megye földrajzi elhelyezkedése

Vest-Agder megye ( hallgat) Norvégia megyéinek (norvégül fylke) egyike volt, a nyugatabbra fekvő Rogaland és a keletebbi Aust-Agder között, a déli Sørlandet régióban.
Agder megye 2020. január 1-én jött létre az addigi Vest-Agder és Aust-Agder megyék egyesítése útján.
Vest-Agder megye területe 7281 km², lakossága 187 589 fő (2018. dec. 31.). Közigazgatási központja Kristiansand volt. 
Norvégia legdélebbi megyéje, az Északi-tenger és a Skagerrak szoros partján, a déli Setesdal völgytől a megyét körbefogó Setesdalsheiene hegységig. Itt van az ország legdélebbi pontja, a Mandaltól délre fekvő Pysen-sziget, és a norvég fő szárazföld legdélibb pontja is, Lindesnes.

## Önkormányzat és közigazgatás

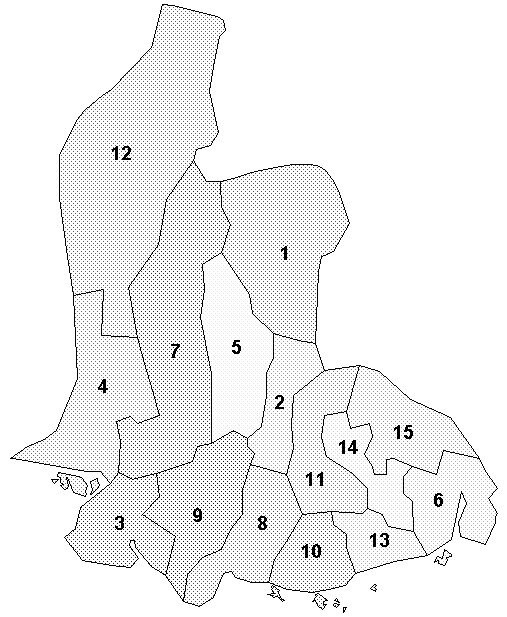
Vest-Agder községei

Vest-Agder megye községei:
1. Åseral
2. Audnedal
3. Farsund
4. Flekkefjord
5. Hægebostad
6. Kristiansand
7. Kvinesdal
8. Lindesnes
9. Lyngdal
10. Mandal
11. Marnardal
12. Sirdal
13. Søgne
14. Songdalen
15. Vennesla